# Всероссийский конкурс хайку
Всероссийский конкурс ха́йку был объявлен летом 1998 по инициативе Посольства Японии в России (советник по культуре Кейдзи Идэ) при содействии газеты «Аргументы и факты» (главный редактор Владислав Старков). На протяжении полугода читатели газеты присылали в редакцию газеты свои сочинения в жанре хайку. На конкурс было подано около 12.000 текстов (без учёта работ, далеко отклоняющихся от формального канона хайку). В конкурсе приняли участие жители всех регионов России (с некоторым преобладанием Москвы, Петербурга, Урала, Дальнего Востока), стран СНГ, Дальнего Зарубежья, люди разных профессий, представители всех поколений — от 6-летних детей до тех, кому перевалило за 80 лет. Среди участников были и заметные фигуры культурного мира — поэт и переводчик Владимир Микушевич, театральный режиссёр Андрей Житинкин, — но абсолютное большинство участников конкурса составили не профессиональные литераторы, а любители литературы.
В феврале 1999 года к работе приступило жюри конкурса, в состав которого вошли филологи Юрий Орлицкий, Данила Давыдов, Дмитрий Кузьмин, поэты Алексей Алёхин и Иван Ахметьев, хайдзин и теоретик хайку Алексей Андреев, японист и переводчик японских хайку Виктор Мазурик. Рабочей группой был произведён предварительный отбор текстов. Лучшие 400 работ взрослых участников и лучшие 35 работ детей от 6 до 16 лет были оценены каждым из семи членов жюри по 10-балльной системе. 2 июня 1999 были подведены итоги. Победителем конкурса стала Марина Хаген (Челябинск):
в тени ветвей
скачет
тень воробья
— это хайку получило первое место у трёх членов жюри и второе у ещё двух, набрав в сумме 56 баллов из 70 возможных.
В детском конкурсе победителем оказался 6-летний Алёша Киященко из Белгорода:
Речка замёрзла.
Русалки
Катаются на коньках.
Лучшие тексты конкурса были опубликованы в газете «Аргументы и факты», а затем составили основу первого выпуска первого русского альманаха хайку «Тритон».
В дальнейшем всероссийский конкурс хайку проводился регулярно другим составом организаторов: Отделом японской культуры «Japan Foundation» во Всероссийской государственной библиотеке иностранной литературы совместно с теми или иными сетевыми изданиями, посвящёнными русскому хайку. Юбилейный десятый конкурс состоялся в 2018 году.